# Crni rat - o. Brač
Crni rat - o. Brač este o arie protejată (sit de importanță comunitară — SCI) din Croația întinsă pe o suprafață de 285,66 ha, integral marine.

## Localizare
Centrul sitului Crni rat - o. Brač este situat la coordonatele 43°20′56″N 16°49′08″E / 43.349°N 16.819°E.

## Înființare
Situl Crni rat - o. Brač a fost declarat sit de importanță comunitară în iulie 2013 pentru a proteja un număr necunoscut de specii din flora spontană și fauna sălbatică aflate în arealul zonei.

## Biodiversitate
Situată în ecoregiunea marină mediteraneană, aria protejată conține 2 habitate naturale: Golfuri mici largi și golfuri puțin adânci, Recifuri.
La baza desemnării sitului se află un număr nedeclarat de specii protejate.